# Gnamptogenys binghamii
Gnamptogenys binghamii é uma espécie de formiga do gênero Gnamptogenys.